# Dorset horn

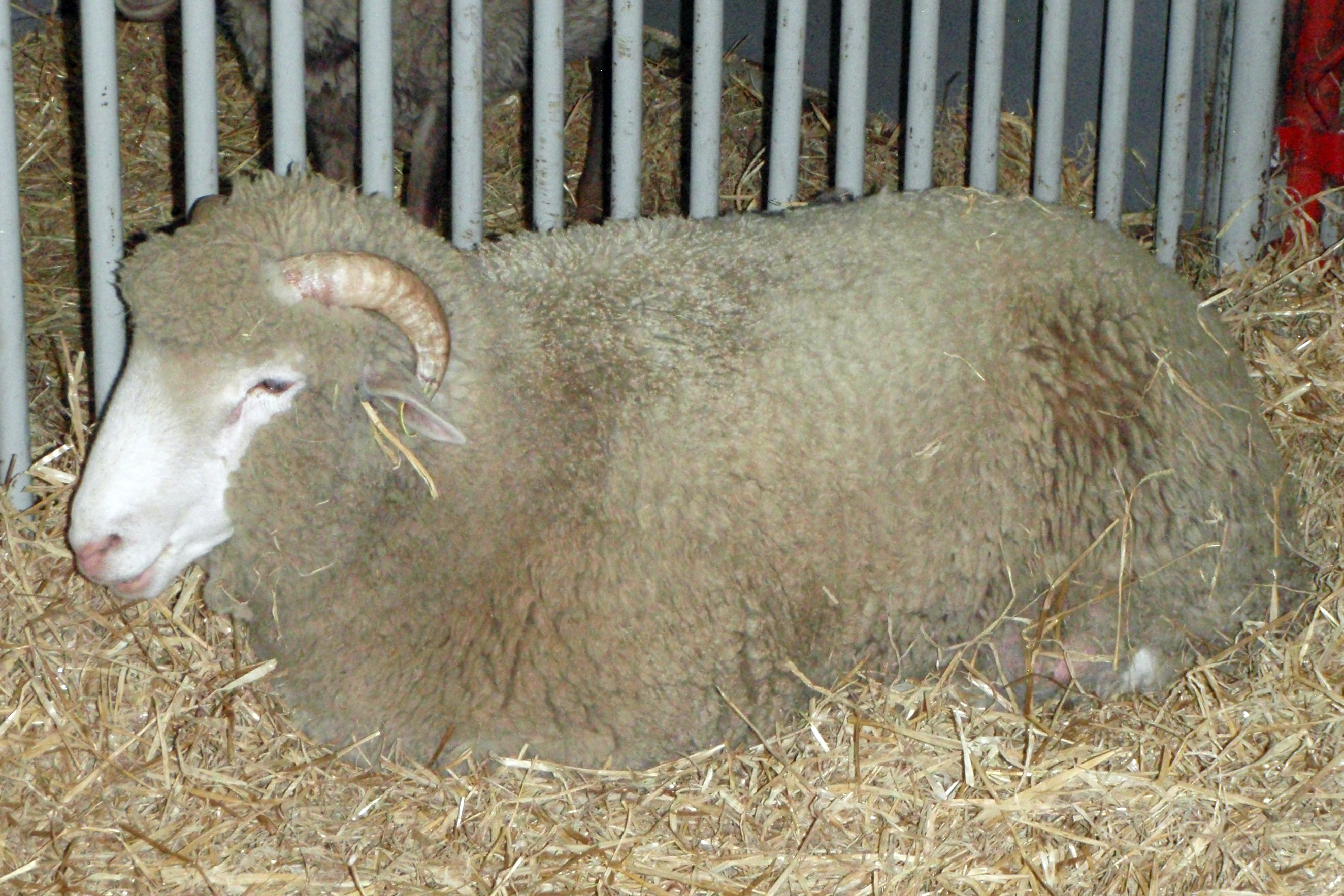
Baran rasy dorset horn na wystawie w Calgary, Kanada

Dorset horn – rasa owiec o użytkowości mięsno - wełnistej, jedna z nielicznych rogatych ras hodowlanych (u większości ras drogą hodowli uzyskano i utrwalono bezrożność). 
Owce rasy dorset horn charakteryzuje bardzo długi sezon rozpłodowy, u tej rasy ruja może występować prawie przez cały rok.  

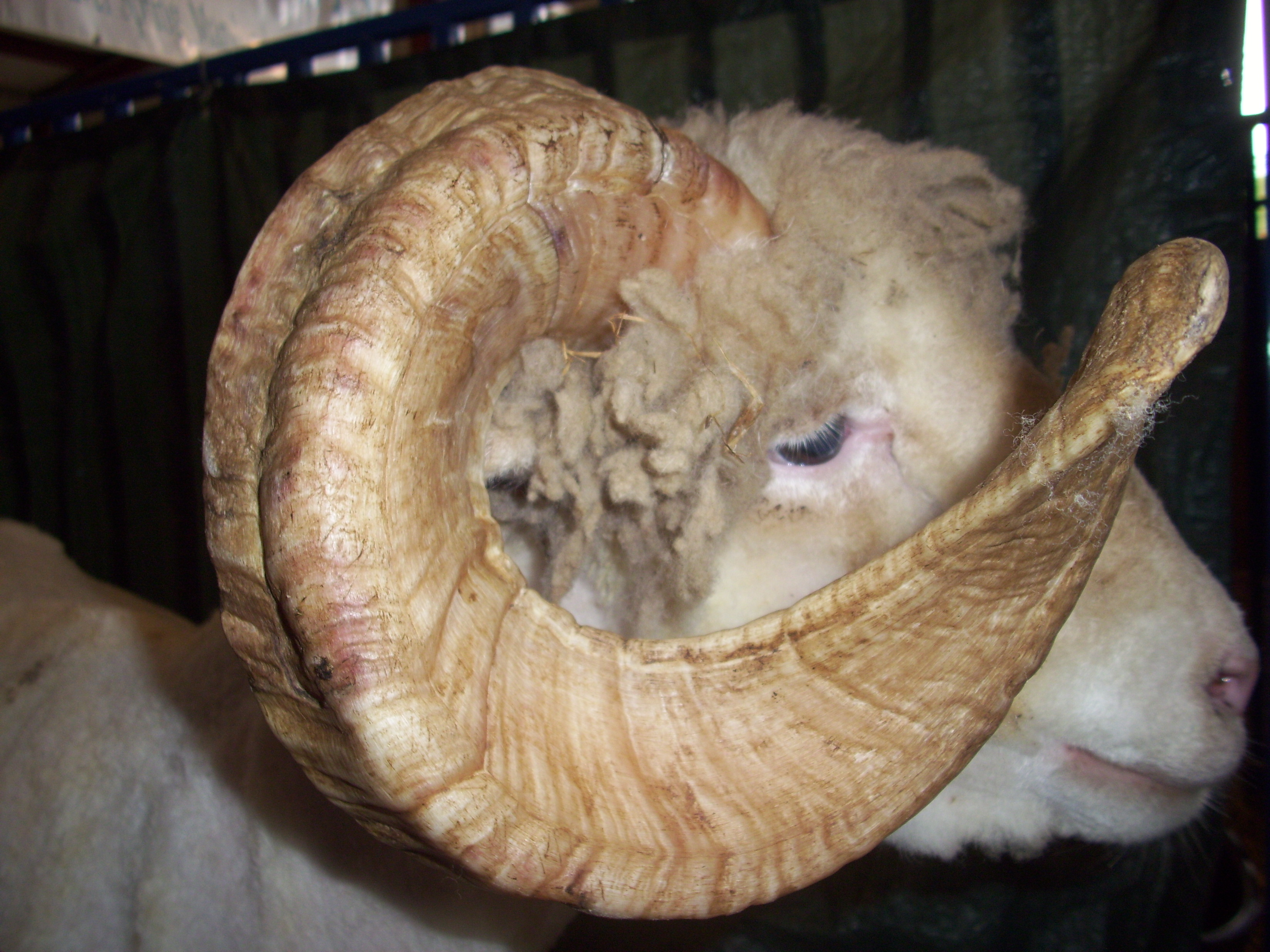
Baran rasy dorset horn na wystawie w Maryland